# إدغار أغيليرا
إدغار أغيليرا (بالإسبانية: Edgar Aguilera) مواليد 28 يوليو 1975 في باراغواي، هو لاعب كرة قدم باراغواياني سابق كان يلعب كمدافع. شارك إدغار مع منتخب بلاده في عدة بطولات من بينها بطولة كأس العالم لكرة القدم 1998.

## المسيرة الاحترافية

### أندية لعب لها
- نادي اتلتيكو بارانيس
- سيرو بورتينو
- ناسيونال أسونسيون

## روابط خارجية
- إدغار أغيليرا على موقع الاتحاد الدولي (مؤرشف)  (الإنجليزية)
- إدغار أغيليرا على موقع قاعدة بيانات كرة القدم.إي يو (الإنجليزية)
- إدغار أغيليرا على موقع ناشيونال فوتبول تيمز (الإنجليزية)
- إدغار أغيليرا على موقع عالم كرة القدم.نت (الإنجليزية)